# Щелкуны
Щелкуны (лат. Elateridae) — семейство насекомых из отряда жуков. На сегодняшний день описано свыше 10 000 видов, разделённых на более чем 400 родов. Биология щелкунов лучше изучена у палеарктических видов, менее изучена у неарктических, очень плохо — у тропических видов, о них имеются лишь небольшие отрывочные записи.

## Этимология
Благодаря в общем уникальной для насекомых способности прыгать, издавая при этом характерный щелчок развода прыжкового механизма (см. раздел «описание»), чтобы перевернуться в нормальное положение, и дано название «щелкун». Научное название — «Elateridae» — происходит от др.-греч. ἐλατήρ, что означает «погонщик» или «метатель», данное им из-за способности прыгать.
Личинкам этих жуков также дано собственное бытовое название — «проволочники». Дано оно им из-за сильно удлинённого, иногда очень тонкого тела с жёсткими блестящими покровами, а также из-за важности некоторых видов в сельском хозяйстве, как серьёзных вредителей сельскохозяйственных культур. Собственное название личинкам дали и во многих других языках, например, англ. wireworm, нем. Drahtwurm, нидерл. ritnaald и др.

## Распространение
Встречаются всесветно, за исключением Антарктиды, и во всех высотных поясах — до самых границ постоянных снежников и ледников. Некоторые жуки были собраны с высот до 5000 метров и даже выше. Наибольшее разнообразие щелкунов — в экваториальных и приэкваториальных областях. Видов-космополитов в семействе нет. Ареалы большинства представителей ограничены одной зоогеографической областью или регионом, однако всесветные или близкие к всесветным ареалы характерны для отдельных родов, в том числе щелкунов посевных, щелкунов настоящих, Melanotus, Agrypnus, Compsolacon, Alaus, Elater.

## Описание жуков

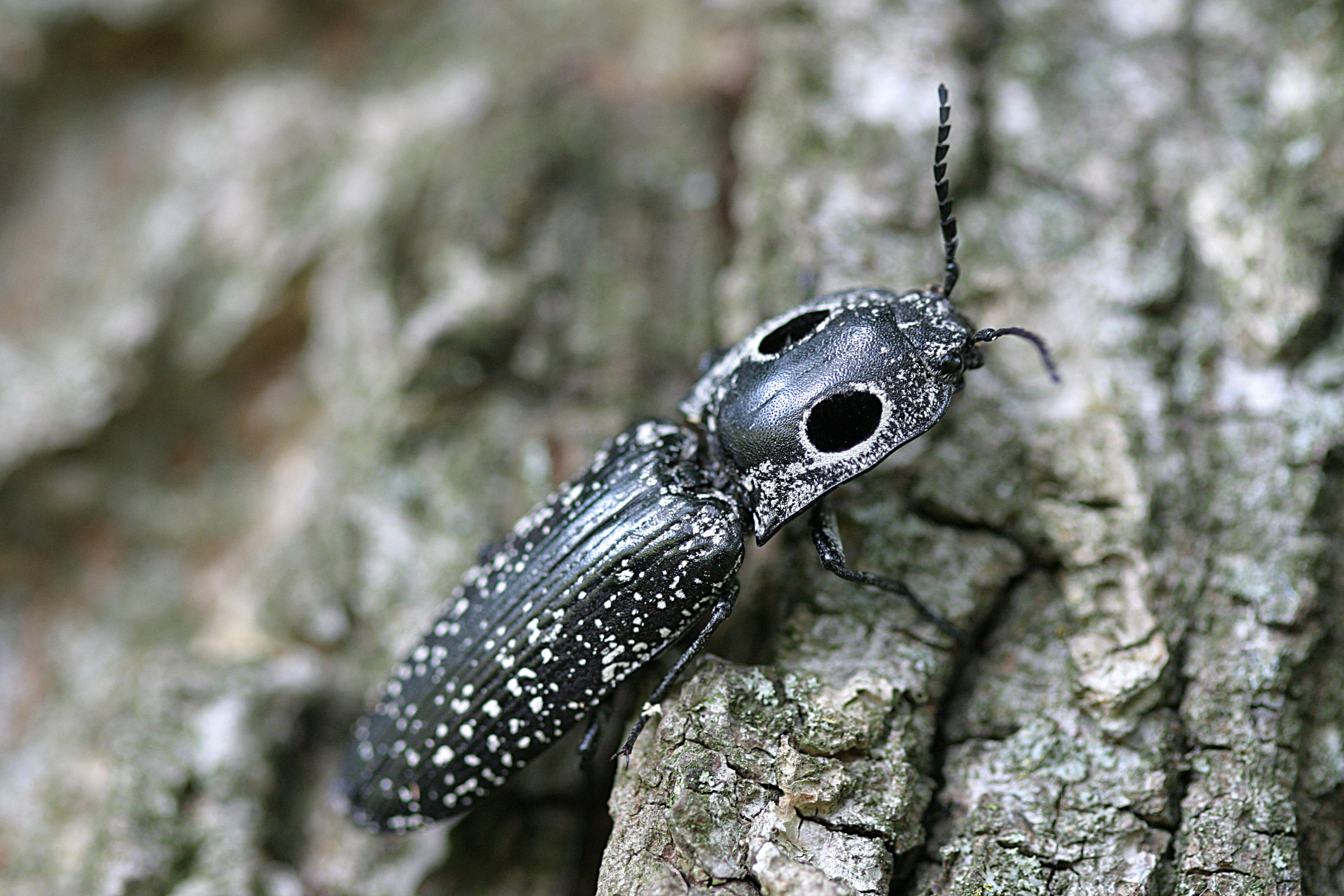
Щелкун глазчатый

Это мелкие, средние или крупные жуки длиной от 1 до 60 миллиметров, имеющие продолговатое и более или менее уплощённое тело. Многие виды имеют коричневый или чёрный окрас, с металлическим отблеском, и часто в серебристых или серых волосках; другие, чаще тропические виды окрашены в различные другие тона красного, жёлтого, оранжевого, зелёного, синего и других цветов или имеют атласную окраску. Часто жуки имеют на надкрыльях и переднеспинке разнообразные узоры, состоящие обычно из линий и пятен различных размеров, реже сложные узоры.
Характеризуются, главным образом, наличием прыжкового механизма, который образован переднегрудью и среднегрудью. Механизм жук приводит в готовность, оказавшись спиной к любой поверхности, и чтобы перевернуться жук выгибает переднегрудь на спинную сторону так, чтобы тело опиралось на переднеспинку и заднюю половину надкрылий. В то же время переднегрудной отросток выходит из ямки среднегруди и упирается в передний край мезостернита, таким образом приготовившись к произведению прыжка. После этого перевёрнутый жук резко сгибает переднегрудь на брюшную сторону, отчего отросток переднегруди соскальзывает в среднегрудную ямку, с силой ударяя в основание надкрылий, подбрасывая тело вверх. В воздухе жук переворачивается и встаёт на ноги, иногда жуку не хватает одного кувырка.
Механизм может использоваться в трёх случаях:
- для отталкивания при продвижении жука после отрождения из куколки в окружающем его плотном субстрате;
- для ухода от опасности;
- для принятия нормального положения из перевёрнутого состояния.

Основание усиков расположено перед глазами; усики состоят из 11 члеников; они нитевидные, пиловидные, чётковидные или гребневидные. Переднеспинка с более или менее оттянутыми задними углами. Надкрылья у большинства видов с точечными бороздками. Брюшко состоит из пяти, реже шести брюшных стернитов. Лапки всех ног состоят из пяти члеников. Задние тазики с хорошо выраженными бедренными покрышками.

## Описание преимагинальных стадий
Проволочники имеют вытянутое, 13-сегментное (у Cardiophorinae есть ложная добавочная сегментация), цилиндрическое, полуцилиндрическое или уплощенное, как правило, с сильно и ровно склеротизированными покровами тело, чаще почти голое, реже плотно покрыто волосками. Окраска от светло-желтой до тёмно-коричневой.
Тело куколок удлинённое. Покровы тела слабо хитинизированы, белого, бежевого или светло жёлтого цвета. Переднеспинка на передних и задних углах с тонкими отростками. Девятый тергит брюшка с парными выростами, несущими по длинному волоску или щетинке.

## Биолюминесцентное свечение

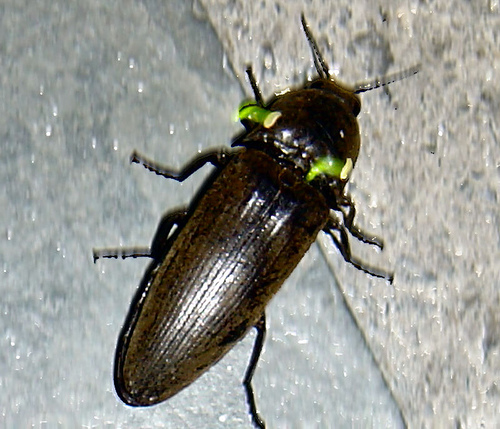
Pyrophorus noctilucus

В странах Центральной Америки существуют виды (из трибы Pyrophorini) щелкунов, которые используют биолюминесцентное свечение. У жуков имеются два световых органа, которые находятся близ задних углов переднеспинки и ещё один дополнительный — посредине первого стернита брюшка, видимый во время полёта. Биолюминесценцию используют самки для привлечения партнёра.
Биолюминесценцией обладают, однако, не только взрослые насекомые, но и проволочники. Они используют свечение для привлечения добычи.

## Экология
Взрослые насекомые (имаго, или жуки) большинства видов ведут открытый образ жизни, проводя время на травянистой и древесной растительности, на их листьях или цветках, либо скрываются в различного рода укрытиях — например, в трещинах коры, под корой, во мху, в подстилке, под камнями, в прибрежном наносе или внутри разлагающейся древесины. Проволочники развиваются в почве, лесной подстилке или внутри гнилой древесины.
Имаго некоторых видов не питаются вовсе на протяжении всей жизни, других же видов проходят дополнительное питание, они обычно питаются тканями растений, как например листья. Среди личинок встречаются облигатные хищники и полифаги, с преимущественной плотоядностью либо фитофагией (питанием растениями). Многие обитающие в почве личинки-фитофаги являются серьёзными вредителями сельхоз, садовых и лесных культур.

## Ископаемые
Древняя группа жесткокрылых, включающая более 100 ископаемых видов из различных уголков планеты, в основном мезозойских — например, меловой †Turonelater giganteus. Самые древние палеонтологические находки датируются нижним юрским периодом.

## Филогения
Семейство подразделено на 13 подсемейств, девять из которых в свою очередь на 40 триб, и пять триб на 20 подтриб:
- подсемейство: Oxynopterinae Candeze, 1857
  - триба: Campsosternini Fleutiaux, 1927
  - триба: Oxynopterini  Candeze, 1857
- подсемейство: Pityobiinae Hyslop, 1917
  - триба: Pectocerini Gurjeva, 1973
  - триба: Pityobiini Hyslop, 1917
  - триба: Rostricephalini Fleutiaux, 1947
- подсемейство: Agrypninae Candeze, 1857
  - триба: Agrypnini Candeze, 1857
  - триба: Protagrypnini Dolin, 1973
    - подтриба: Protagrypnina Dolin, 1973
    - подтриба: Hypnomorphina Dolin, 1975
    - подтриба: Desmatina Dolin, 1975

  - триба: Tetralobini LaPorte, 1840
    - подтриба: Tetralobina LaPorte, 1840
    - подтриба: Piezophyllina Lurent, 1967

  - триба: Chalcolepidiini Lacordaire, 1857
  - триба: Pseudomelanactini Arnett, 1967
  - триба: Campyloxenini Costa, 1975
  - триба: Heligmini Costa, 1975
    - подтриба: Heligmina Costa, 1975
    - подтриба: Alampina Costa, 1975
    - подтриба: Euplinthina Costa, 1975
    - подтриба: Compsoplinthina Costa, 1975

  - триба: Pyrophorini Candeze
    - подтриба: Pyrophorina Candeze
    - подтриба: Nyctophyxina Costa, 1975
    - подтриба: Hapsodrilina Costa, 1975

  - триба: Hemirhipini Candeze, 1857
  - триба: Conoderini Fleutiaux, 1919 (Candeze, 1859)
- подсемейство: Melanactinae Candeze, 1857
- подсемейство: Hypnoidinae Schwarz, 1906 (Candeze, 1860)
  - триба: Hypnoidini Schwarz, 1906
  - триба: Prisahypini Stibick, 1976
- подсемейство: Denticollinae Reitter, 1905 (Candeze, 1857)
  - триба: Pachyderini Fleutiaux, 1919 (Candeze, 1859)
  - триба: Denticollini Reitter, 1905 (Candeze, 1857)
    - подтриба: Athouina Candeze, 1859
    - подтриба: Denticollina Reitter, 1905 (Candeze, 1857)
    - подтриба: Hemicrepidiina Champion, 1894 (Candeze, 1863)
    - подтриба: Physodectylina Fleutiaux, 1892
    - подтриба: Crepidomenina Candeze, 1863
    - подтриба: Senodoniina Schenkling 1927 (Candeze, 1963)
    - подтриба: Dimina Canedze, 1863
    - подтриба: Anischina Fleutiaux, 1936

  - триба: Ctenicerini Fleutiaux, 1936 (Candeze, 1863)
- подсемейство: Elaterinae Leach
  - триба: Dicrepidiini Candeze, 1859
  - триба: Odontonychini Girard, 1972
  - триба: Ampedini Fleutiaux, 1947
  - триба: Megapenthini Gurjeva, 1973
  - триба: Physorhinini Candeze, 1859
  - триба: Adrastini Candeze, 1863
  - триба: Pomachiliini Candeze, 1859
  - триба: Agriotini Champion, 1894
  - триба: Elaterini Leach
- подсемейство: Aplastinae Crowson, 1972
  - триба: Aplastini Crowson, 1972
  - триба: Pleonomini Semenov-Tian-Shanskij & Pjatakova, 1936
- подсемейство: Oestodinae Hyslop, 1917
  - триба: Oestodini Hyslop, 1917
  - триба: Athoomorphini Laurent, 1966
  - триба: Sphaenelaterini
- подсемейство: Melanotinae Candeze, 1859
- подсемейство: Negastriinae Nakane & Kishii, 1956
- подсемейство: Cardiophorinae Candeze, 1860
  - триба: Cardiophorini Candeze, 1860
  - триба: Nyctorini Semenov-Tian-Shanskij & Pjatakova, 1936
- подсемейство: Cebrioninae Latreille, 1802
  - триба: Aplastini Stibick, 1979
  - триба: Cebriognathini Paulus, 1981
  - триба: Cebrionini Latreille, 1802

Согласно более современной классификации щелкуны подразделяются на 19 подсемейств.